# Brama Timura
Brama Timura (Brama Tamerlana; uzb. Amir Temur darvozasi) – najwęższa część doliny rzeki Sangzor, przejście rozdzielające pasma Molgʻuzar i Nurota, w zachodniej części Pamiro-Ałaju, w Uzbekistanie, ok. 15 km na południowy zachód od Dżyzaku. Szerokość przejścia wynosi średnio 120–130 m, w najwęższym punkcie ok. 35 m. Przez Bramę Timura przebiega szosa i linia kolejowa łącząca Taszkent z Samarkandą. Na skałach tworzących przejście znajdują się inskrypcje w języku perskim.